# 田辺市
田辺市（たなべし）は、和歌山県中南部に位置する市。
人口・経済の点で和歌山県第二の都市であり、和歌山県南部の経済・産業の中心地でもある。熊野古道の中辺路ルートと大辺路ルートの分岐点であり、「口熊野」と称される。近畿地方の市町村で最も面積が大きく、唯一1000 km2を超えている(西日本では庄原市に次いで2番目、全国では第28位)。

## 地理
気候は黒潮の影響があり、比較的温暖であるが、内陸は山が迫り、山地的な気候の影響がある。一方、市の北部は紀伊山地に面する。熊野本宮大社をはじめ、熊野参詣道、熊野九十九王子社跡などは、ユネスコの世界遺産「紀伊山地の霊場と参詣道」に含まれる物件である。
海岸線は入り組んで田辺湾を形成する。今後発生が予測される南海トラフ巨大地震の際には、最大11mの津波が到達することが予想されている。湾の北の端には天神崎があり、南側は白浜に接する。湾内には神島など小さな島があり、亜熱帯性の生物が記録されている。
- 山：槇山、高尾山、三星山、護摩壇山
- 川：会津川、芳養川、日置川、日高川、富田川、熊野川
- 海：田辺湾、太平洋

### 気候
| 栗栖川（1991年 - 2020年）の気候    | 栗栖川（1991年 - 2020年）の気候 | 栗栖川（1991年 - 2020年）の気候 | 栗栖川（1991年 - 2020年）の気候 | 栗栖川（1991年 - 2020年）の気候 | 栗栖川（1991年 - 2020年）の気候 | 栗栖川（1991年 - 2020年）の気候 | 栗栖川（1991年 - 2020年）の気候 | 栗栖川（1991年 - 2020年）の気候 | 栗栖川（1991年 - 2020年）の気候 | 栗栖川（1991年 - 2020年）の気候 | 栗栖川（1991年 - 2020年）の気候 | 栗栖川（1991年 - 2020年）の気候 | 栗栖川（1991年 - 2020年）の気候 |
| 月                                 | 1月                             | 2月                             | 3月                             | 4月                             | 5月                             | 6月                             | 7月                             | 8月                             | 9月                             | 10月                            | 11月                            | 12月                            | 年                              |
| ---------------------------------- | ------------------------------- | ------------------------------- | ------------------------------- | ------------------------------- | ------------------------------- | ------------------------------- | ------------------------------- | ------------------------------- | ------------------------------- | ------------------------------- | ------------------------------- | ------------------------------- | ------------------------------- |
| 最高気温記録 °C （°F）             | 19.9 (67.8)                     | 24.7 (76.5)                     | 26.4 (79.5)                     | 28.9 (84)                       | 31.7 (89.1)                     | 33.8 (92.8)                     | 37.4 (99.3)                     | 39.3 (102.7)                    | 36.1 (97)                       | 32.2 (90)                       | 27.3 (81.1)                     | 22.7 (72.9)                     | 39.3 (102.7)                    |
| 平均最高気温 °C （°F）             | 10.5 (50.9)                     | 11.6 (52.9)                     | 15.2 (59.4)                     | 20.1 (68.2)                     | 24.3 (75.7)                     | 26.5 (79.7)                     | 30.1 (86.2)                     | 31.5 (88.7)                     | 28.6 (83.5)                     | 23.7 (74.7)                     | 18.5 (65.3)                     | 13.0 (55.4)                     | 21.2 (70.2)                     |
| 日平均気温 °C （°F）               | 4.0 (39.2)                      | 4.8 (40.6)                      | 8.3 (46.9)                      | 13.2 (55.8)                     | 17.6 (63.7)                     | 21.2 (70.2)                     | 25.0 (77)                       | 25.7 (78.3)                     | 22.6 (72.7)                     | 17.0 (62.6)                     | 11.3 (52.3)                     | 6.0 (42.8)                      | 14.8 (58.6)                     |
| 平均最低気温 °C （°F）             | −1.2 (29.8)                     | −1.0 (30.2)                     | 2.1 (35.8)                      | 6.7 (44.1)                      | 11.7 (53.1)                     | 17.0 (62.6)                     | 21.3 (70.3)                     | 21.6 (70.9)                     | 18.3 (64.9)                     | 12.0 (53.6)                     | 5.8 (42.4)                      | 0.7 (33.3)                      | 9.6 (49.3)                      |
| 最低気温記録 °C （°F）             | −7.0 (19.4)                     | −7.5 (18.5)                     | −5.5 (22.1)                     | −2.9 (26.8)                     | −0.1 (31.8)                     | 6.1 (43)                        | 12.9 (55.2)                     | 13.4 (56.1)                     | 6.8 (44.2)                      | 0.8 (33.4)                      | −2.7 (27.1)                     | −6.0 (21.2)                     | −7.5 (18.5)                     |
| 降水量 mm （inch）                 | 91.9 (3.618)                    | 113.7 (4.476)                   | 182.0 (7.165)                   | 199.2 (7.843)                   | 250.8 (9.874)                   | 387.5 (15.256)                  | 395.0 (15.551)                  | 262.7 (10.343)                  | 301.3 (11.862)                  | 215.0 (8.465)                   | 134.0 (5.276)                   | 86.9 (3.421)                    | 2,581.3 (101.626)               |
| 平均降水日数 （≥1.0 mm）           | 7.6                             | 7.9                             | 11.0                            | 10.6                            | 10.7                            | 14.5                            | 13.2                            | 12.1                            | 11.9                            | 10.2                            | 7.9                             | 7.3                             | 125.2                           |
| 平均月間日照時間                   | 158.3                           | 157.2                           | 183.6                           | 196.0                           | 188.9                           | 129.4                           | 156.2                           | 193.7                           | 153.0                           | 160.0                           | 160.2                           | 156.4                           | 1,994.5                         |
| 出典1：Japan Meteorological Agency |                                 |                                 |                                 |                                 |                                 |                                 |                                 |                                 |                                 |                                 |                                 |                                 |                                 |
| 出典2：気象庁                      |                                 |                                 |                                 |                                 |                                 |                                 |                                 |                                 |                                 |                                 |                                 |                                 |                                 |

| 龍神（1994年 - 2020年）の気候      | 龍神（1994年 - 2020年）の気候 | 龍神（1994年 - 2020年）の気候 | 龍神（1994年 - 2020年）の気候 | 龍神（1994年 - 2020年）の気候 | 龍神（1994年 - 2020年）の気候 | 龍神（1994年 - 2020年）の気候 | 龍神（1994年 - 2020年）の気候 | 龍神（1994年 - 2020年）の気候 | 龍神（1994年 - 2020年）の気候 | 龍神（1994年 - 2020年）の気候 | 龍神（1994年 - 2020年）の気候 | 龍神（1994年 - 2020年）の気候 | 龍神（1994年 - 2020年）の気候 |
| 月                                 | 1月                           | 2月                           | 3月                           | 4月                           | 5月                           | 6月                           | 7月                           | 8月                           | 9月                           | 10月                          | 11月                          | 12月                          | 年                            |
| ---------------------------------- | ----------------------------- | ----------------------------- | ----------------------------- | ----------------------------- | ----------------------------- | ----------------------------- | ----------------------------- | ----------------------------- | ----------------------------- | ----------------------------- | ----------------------------- | ----------------------------- | ----------------------------- |
| 最高気温記録 °C （°F）             | 18.1 (64.6)                   | 22.3 (72.1)                   | 24.3 (75.7)                   | 29.0 (84.2)                   | 31.4 (88.5)                   | 34.2 (93.6)                   | 36.7 (98.1)                   | 37.2 (99)                     | 34.1 (93.4)                   | 29.7 (85.5)                   | 24.7 (76.5)                   | 21.7 (71.1)                   | 37.2 (99)                     |
| 平均最高気温 °C （°F）             | 7.5 (45.5)                    | 9.1 (48.4)                    | 13.1 (55.6)                   | 18.3 (64.9)                   | 23.0 (73.4)                   | 25.3 (77.5)                   | 29.0 (84.2)                   | 30.4 (86.7)                   | 26.9 (80.4)                   | 21.8 (71.2)                   | 16.1 (61)                     | 10.0 (50)                     | 19.2 (66.6)                   |
| 日平均気温 °C （°F）               | 2.4 (36.3)                    | 3.5 (38.3)                    | 6.9 (44.4)                    | 11.8 (53.2)                   | 16.6 (61.9)                   | 20.2 (68.4)                   | 23.9 (75)                     | 24.6 (76.3)                   | 21.4 (70.5)                   | 15.8 (60.4)                   | 9.9 (49.8)                    | 4.5 (40.1)                    | 13.5 (56.3)                   |
| 平均最低気温 °C （°F）             | −1.6 (29.1)                   | −1.0 (30.2)                   | 1.5 (34.7)                    | 6.1 (43)                      | 11.1 (52)                     | 16.0 (60.8)                   | 20.2 (68.4)                   | 20.7 (69.3)                   | 17.4 (63.3)                   | 11.4 (52.5)                   | 5.2 (41.4)                    | 0.3 (32.5)                    | 8.9 (48)                      |
| 最低気温記録 °C （°F）             | −8.7 (16.3)                   | −8.6 (16.5)                   | −5.1 (22.8)                   | −2.4 (27.7)                   | 1.4 (34.5)                    | 7.6 (45.7)                    | 14.2 (57.6)                   | 13.7 (56.7)                   | 8.5 (47.3)                    | 2.3 (36.1)                    | −1.9 (28.6)                   | −5.5 (22.1)                   | −8.7 (16.3)                   |
| 降水量 mm （inch）                 | 99.9 (3.933)                  | 135.1 (5.319)                 | 208.2 (8.197)                 | 235.3 (9.264)                 | 270.2 (10.638)                | 431.6 (16.992)                | 510.3 (20.091)                | 344.3 (13.555)                | 357.6 (14.079)                | 227.4 (8.953)                 | 135.7 (5.343)                 | 95.8 (3.772)                  | 3,088.3 (121.587)             |
| 平均降水日数 （≥1.0 mm）           | 9.9                           | 9.7                           | 12.2                          | 11.3                          | 11.4                          | 14.6                          | 14.4                          | 12.9                          | 12.0                          | 10.7                          | 8.5                           | 9.1                           | 137.3                         |
| 平均月間日照時間                   | 132.7                         | 137.7                         | 165.9                         | 190.7                         | 198.8                         | 133.1                         | 154.5                         | 187.1                         | 142.1                         | 154.6                         | 146.6                         | 133.0                         | 1,863.4                       |
| 出典1：Japan Meteorological Agency |                               |                               |                               |                               |                               |                               |                               |                               |                               |                               |                               |                               |                               |
| 出典2：気象庁                      |                               |                               |                               |                               |                               |                               |                               |                               |                               |                               |                               |                               |                               |

### 人口
和歌山県内では和歌山市に次いで第2位の人口である。
平成22年国勢調査（速報値）より前回調査からの人口増減をみると、4.11%減の79,107人であり、増減率は県内30市町村中9位。
| |                                        |  |
| 田辺市と全国の年齢別人口分布（2005年） | 田辺市の年齢・男女別人口分布（2005年） |  |
| ■紫色 ― 田辺市 ■緑色 ― 日本全国 | ■青色 ― 男性 ■赤色 ― 女性              |  |
| 田辺市（に相当する地域）の人口の推移 \| 1970年（昭和45年） \| 85,347人 \| \| \| 1975年（昭和50年） \| 86,876人 \| \| \| 1980年（昭和55年） \| 88,130人 \| \| \| 1985年（昭和60年） \| 88,263人 \| \| \| 1990年（平成2年） \| 86,143人 \| \| \| 1995年（平成7年） \| 86,159人 \| \| \| 2000年（平成12年） \| 85,646人 \| \| \| 2005年（平成17年） \| 82,499人 \| \| \| 2010年（平成22年） \| 79,119人 \| \| \| 2015年（平成27年） \| 74,770人 \| \| \| 2020年（令和2年） \| 69,870人 \| \| |                                        |  |
| 総務省統計局 国勢調査より |                                        |  |
| 1970年（昭和45年） | 85,347人                               |  |
| 1975年（昭和50年） | 86,876人                               |  |
| 1980年（昭和55年） | 88,130人                               |  |
| 1985年（昭和60年） | 88,263人                               |  |
| 1990年（平成2年） | 86,143人                               |  |
| 1995年（平成7年） | 86,159人                               |  |
| 2000年（平成12年） | 85,646人                               |  |
| 2005年（平成17年） | 82,499人                               |  |
| 2010年（平成22年） | 79,119人                               |  |
| 2015年（平成27年） | 74,770人                               |  |
| 2020年（令和2年） | 69,870人                               |  |

## 歴史
源義経の片腕である武蔵坊弁慶のふるさととされる、この田辺は熊野水軍の根拠地でもあった。江戸時代には口熊野の中心地として重視され、紀伊徳川家の一族や重臣が田辺に封ぜられた。明治維新の際には版籍奉還によって田辺藩が成立した。後の1871年（明治4年）には、廃藩置県によって田辺藩に代わって田辺県が置かれ、1877年（明治10年）に和歌山県に合併された。
1947年（昭和22年）に昭和天皇の戦後巡幸が行われた際には、県立水産学校、田辺第二小学校などに行幸が行われた。
数年にわたる誘致活動を経て、1973年（昭和48年）からプロ野球の南海ホークスがキャンプ地としていた。

### 沿革
- 1942年（昭和17年）5月20日 - 西牟婁郡田辺町 ・下芳養村が新設合併して田辺市が発足。臨時市長代理に田辺町長であった那須孫次郎が就任し、同年7月11日の市会で初代市長に選ばれた[9]。
- 1950年（昭和25年）12月15日 - 西牟婁郡万呂村・下秋津村・稲成村を編入[10]。
- 1954年（昭和29年）2月4日 - 西牟婁郡新庄村を編入。
- 1955年（昭和30年）3月15日 - 西牟婁郡西富田村を編入。
- 1958年（昭和33年）7月1日 - 市域の一部（堅田町・才野町）を西牟婁郡白浜町へ分離。
- 1964年（昭和39年）10月15日 - 西牟婁郡牟婁町を編入。
- 2005年（平成17年）5月1日 - 日高郡龍神村・西牟婁郡中辺路町・大塔村・東牟婁郡本宮町と新設合併し、改めて田辺市が発足。
- 2024年（令和6年）5月7日 - 市役所庁舎が移転[1]。
- 2024年（令和6年）8月8日 - 南海トラフ地震臨時情報が初めて発出。翌日から海水浴場の閉鎖などが行われた。同年8月15日、解除[11]。

## 行政

### 新田辺市
- 真砂充敏（まなご みつとし）、元中辺路町長
  - 任期：2005年5月22日 - 2025年5月20日（予定）ー  現在の　新　田辺市長5期目
  - 2017年　無投票で4選

歴代市長（戦後）
- 小森嘉一（1947年4月5日 - 1955年4月8日）
- 那須孫次郎（1955年4月30日 - 1958年4月2日）
- 野見千吉（1958年4月27日 - 1974年4月26日）
- 水野忠晴（1974年4月27日 - 1986年4月26日）
- 生駒啓三（1986年4月27日 - 1994年1月3日）
- 脇中孝（1994年2月20日 - 2005年4月30日）

### 庁舎

#### 現庁舎
現庁舎は2024年（令和6年）5月7日に高台に新築移転した建物で、旧庁舎、市民総合センター、水道事業所に分散していた行政機能を集約したものである（2024年4月29日に記念式典、5月7日に業務開始）。鉄筋コンクリート造の免震構造で地上6階建てである。

#### 移転の経緯

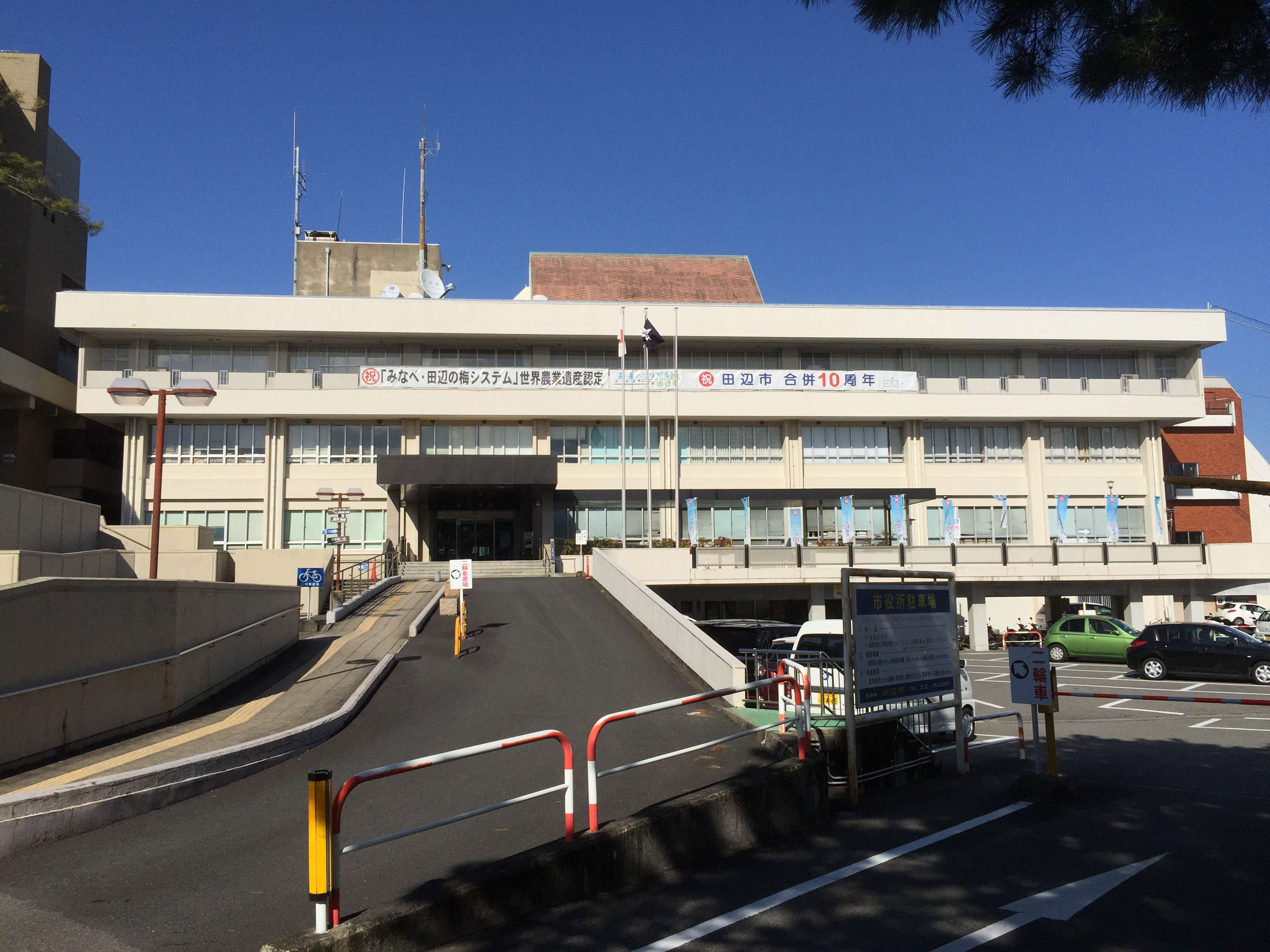
旧田辺市本庁舎

田辺市の行政機能は田辺市本庁舎（4庁舎、延床面積約10,000 m2）と市民総合センター（延床面積約8,000 m2）の5庁舎に分かれていたが、各庁舎とも築48年を超え現在の耐震基準を満たしておらず、また近年中の発生が予想される南海トラフ巨大地震においては、津波による庁舎の浸水（3 m - 5 m）が予想されていた。これらの事から、2016年（平成28年）9月に田辺市は「津波・洪水の想定浸水域外で、かつ、中心市街地から近い場所に、両庁舎の機能を統合した新庁舎を、早期に整備する」と、市役所庁舎の移転および統合の方針を決定した。
移転先として愛宕山、宝来、東山（オーシティ田辺敷地）の3か所が提案され、主に交通アクセスと周辺交通の安全性確保の観点から、2017年（平成29年）3月に東山が最適地であるとの調査結果を公表し、2018年（平成30年）8月に市役所庁舎を同地に移転させると決定した。総工費は約120億円。2024年（令和6年）中に開庁する予定。
移転先の用地（約23,000 m2）を株式会社オークワから約10億5,000万円（解体費別）で取得すると発表され、オーシティは2020年（令和2年）3月をもって閉店することが両者で合意され、翌2021年（令和3年）2月20日に一旦閉店し、同年3月6日に「オークワ田辺東山店」としてかつての駐車場跡地に移転した。

### 地区
旧田辺市

田辺市中心部周辺の空中写真。
2017年4月13日撮影の12枚を合成作成。。

- 上屋敷一～三丁目、新屋敷町、中屋敷町、下屋敷町、片町、本町、紺屋町、福路町、栄町、今福町、南新町、北新町、高雄一～三丁目、湊、扇ヶ浜、末広町、磯間、東陽、神子浜一・二丁目、文里一・二丁目、学園、東山一・二丁目、宝来町、あけぼの、朝日ヶ丘、南新万、新万、新庄町、神島台、たきない町、江川、古尾、上の山一・二丁目、天神崎、目良、明洋一～三丁目、元町、芳養松原一・二丁目、芳養町、中芳養、上芳養、稲成町、むつみ、秋津町、上秋津、秋津川、下万呂、中万呂、上万呂、下三栖、城山台、中三栖、上三栖、長野、上野、伏菟野

旧中辺路町
- 栗栖川地区 - 中辺路町西谷、中辺路町北郡、中辺路町真砂、中辺路町栗栖川、中辺路町石船、中辺路町大内川、中辺路町小皆、中辺路町熊野川、中辺路町澤、中辺路町水上、中辺路町内井川
- 二川地区 - 中辺路町川合、中辺路町高原、中辺路町温川、中辺路町小松原、中辺路町大川、中辺路町福定、中辺路町兵生
- 近野地区 - 中辺路町近露、中辺路町野中、中辺路町道湯川

旧大塔村
- 鮎川地区 - 鮎川
- 富里地区 - 下川下、下川上、平瀬、和田
- 三川地区 - 深谷、小谷、竹ノ平、古屋、佐田、合川、向山、西大谷、面川、熊野、谷野口、下露、中ノ俣、串、九川、長瀬、東伏菟野、原、五味、木守

旧本宮町
- 請川地区 - 本宮町大津荷、本宮町請川、本宮町皆瀬川、本宮町耳打、本宮町川湯、本宮町田代、本宮町上大野、本宮町東和田、本宮町静川、本宮町簑尾谷、本宮町野竹
- 敷屋地区 - 本宮町小津荷、本宮町高山
- 本宮地区 - 本宮町本宮
- 四村地区 - 本宮町渡瀬、本宮町檜葉、本宮町小々森、本宮町皆地、本宮町武住、本宮町大瀬、本宮町下湯川、本宮町曲川、本宮町湯峯、本宮町久保野
- 三里地区 - 本宮町大居、本宮町切畑、本宮町上切原、本宮町土河屋、本宮町一本松、本宮町伏拝、本宮町三越

旧龍神村
- 下山路地区 - 龍神村小家、龍神村甲斐ノ川、龍神村福井
- 中山路地区 - 龍神村柳瀬、龍神村安井
- 上山路地区 - 龍神村西、龍神村東、龍神村殿原、龍神村丹生ノ川、龍神村宮代
- 龍神地区 - 龍神村廣井原、龍神村三ツ又、龍神村湯ノ又、龍神村小又川、龍神村龍神

### 旧田辺市
新制の田辺市の面積や人口の規模が大きいため、旧制の田辺市のデータも右記の通り掲載する。
新田辺市は新設合併によって発足した自治体であり、これに伴い旧田辺市は廃止されている。国勢調査などの制度上では、新田辺市と旧田辺市は、同名異質の全く違う自治体である。

## 議会

### 市議会
- 定数：20人[15]
- 任期：2021年5月22日 - 2025年5月21日

### 衆議院
- 選挙区：和歌山2区（海南市、橋本市、有田市、御坊市、田辺市、新宮市、海草郡、伊都郡、有田郡、日高郡、西牟婁郡、東牟婁郡）
- 任期：2024年10月27日 - 2028年10月26日
- 投票日：2024年10月27日
- 当日有権者数：378,558人
- 投票率：62.71％

| 当落 | 候補者名 | 年齢 | 所属党派   | 新旧別 | 得票数    |
| ---- | -------- | ---- | ---------- | ------ | --------- |
| 当   | 世耕弘成 | 61   | 無所属     | 新     | 101,739票 |
|      | 二階伸康 | 46   | 自由民主党 | 新     | 71,114票  |
|      | 新古祐子 | 52   | 立憲民主党 | 新     | 33,147票  |
|      | 楠本文郎 | 70   | 日本共産党 | 新     | 19,062票  |
|      | 高橋秀彰 | 42   | 鼎立の党   | 新     | 6,033票   |

## 姉妹都市・提携都市

### 国内
- 平泉町（岩手県西磐井郡）
  - 1983年姉妹都市提携。
- 笠間市（茨城県）
  - 2001年、旧岩間町と友好都市提携。
- 遠軽町（北海道紋別郡・網走支庁）
  - 2001年 - 旧田辺市が、旧白滝村と友好都市提携。
- 一関市（岩手県）
  - 旧本宮町が旧室根村と1983年（昭和58年）10月23日友好都市提携
  - 友好都市提携35周年を節目に一関市と2013年（平成15年）10月26日姉妹都市提携
- 堺市（大阪府）
  - 旧本宮町が提携。
- 千早赤阪村（大阪府）
  - 旧中辺路町が提携。
- 東吾妻町（群馬県）
  - 旧龍神村が、旧吾妻町と提携。
- 出雲市（島根県）
  - 旧龍神村が旧斐川町と提携。
- 泉南市（大阪府）
  - 旧龍神村が提携。
- 綾部市（京都府）
  - 2008年2月23日 - 植芝盛平にゆかりのある都市として友好都市提携。

### 国外
- ワイオン市（オーストラリア連邦ニューサウスウェールズ州）
  - 1993年姉妹都市提携

## 経済

### 産業
- 商業

和歌山県では和歌山市に次ぐ商業規模があり、紀南の中心地として商業施設が集中している。
- 農業

旧田辺市域はみなべ町と並ぶ梅干しの一大産地となっており、山間部の上芳養、中芳養地区一帯に集中する（世界重要農業遺産システムにも登録されている）。また、大坊地区はミカンの産地となっており、紀南みかん、大坊みかんと呼ばれるブランド名がある。スモモ栽培も盛んで、新庄地区などが主産地である。山間部の旧中辺路町、旧大塔村一帯では稲作の転作作物としてシシトウ栽培が推奨され、県内随一の産地となっている。旧龍神村では椎茸やユズの栽培が行われている。本宮地区では茶が特産され、音無茶というブランド名がある。
- 畜産業

田辺市 - 旧中辺路町一帯は養鶏場が多い。梅干し工場の副産物であった梅酢を餌に含ませ、食味を改良した「紀州うめどり」や「紀州うめたまご」の知名度が上がり、そのうめどりを利用した「たなべえサンド」などの特産品も生まれている。旧本宮町域では熊野牛の産地となっている。
- 漁業

田辺漁港があり、カツオ、イサキ、サンマなどを漁獲している。イサキは「紀州いさぎ」というブランド名がある。
- 林業

龍神地区や本宮地区、大塔地区では林業が盛んで、龍神スギ、熊野スギとしてブランド化された銘木の産地。それゆえ林業によって成立した集落がいくつも見られたが、国産木材の価格低迷や高齢化などにより多くの集落が姿を消している。

### 商業施設
- パビリオンシティ田辺
ジストシネマ田辺 - 映画館

## 教育

### 幼稚園
- 田辺市立新庄幼稚園
- 田辺市立三栖幼稚園
- 田辺市立上秋津幼稚園
- 田辺市立中芳養幼稚園
- 私立うえのやま幼稚園
- 私立シオン幼稚園
- 私立立正幼稚園
- 昭和幼稚園

### 小学校
- 田辺市立田辺第一小学校
- 田辺市立田辺第二小学校
- 田辺市立田辺第三小学校
- 田辺市立芳養小学校
- 田辺市立大坊小学校
- 田辺市立稲成小学校
- 田辺市立近野小学校
- 田辺市立三里小学校
- 田辺市立田辺東部小学校
- 田辺市立新庄小学校

- 田辺市立新庄第二小学校
- 田辺市立中芳養小学校
- 田辺市立上芳養小学校
- 田辺市立中山路小学校
- 田辺市立上山路小学校
- 田辺市立鮎川小学校
- 田辺市立本宮小学校
- 田辺市立上秋津小学校
- 田辺市立秋津川小学校
- 田辺市立三栖小学校

- 田辺市立長野小学校
- 田辺市立咲楽小学校
- 田辺市立龍神小学校
- 田辺市立中辺路小学校
- 田辺市立会津小学校

### 中学校
- 和歌山県立田辺中学校（田辺高等学校に併設）
- 田辺市立明洋中学校
- 田辺市立高雄中学校
- 田辺市立東陽中学校
- 田辺市立新庄中学校
- 田辺市立衣笠中学校
- 田辺市立中芳養中学校
- 田辺市立上芳養中学校
- 田辺市立上秋津中学校
- 田辺市立近野中学校

- 田辺市立龍神中学校
- 田辺市立大塔中学校
- 田辺市立秋津川中学校
- 田辺市立中辺路中学校
- 田辺市立本宮中学校

### 高等学校
- 和歌山県立田辺高等学校
- 和歌山県立神島高等学校（旧・和歌山県立田辺商業高校）
- 和歌山県立田辺工業高等学校
- 和歌山県立南部高等学校龍神分校
- 和歌山県立南紀高等学校

### 大学
- 和歌山大学 南紀熊野サテライト

### その他
- 紀南看護専門学校
- 和歌山県立田辺産業技術専門学院

## 交通

### 鉄道路線

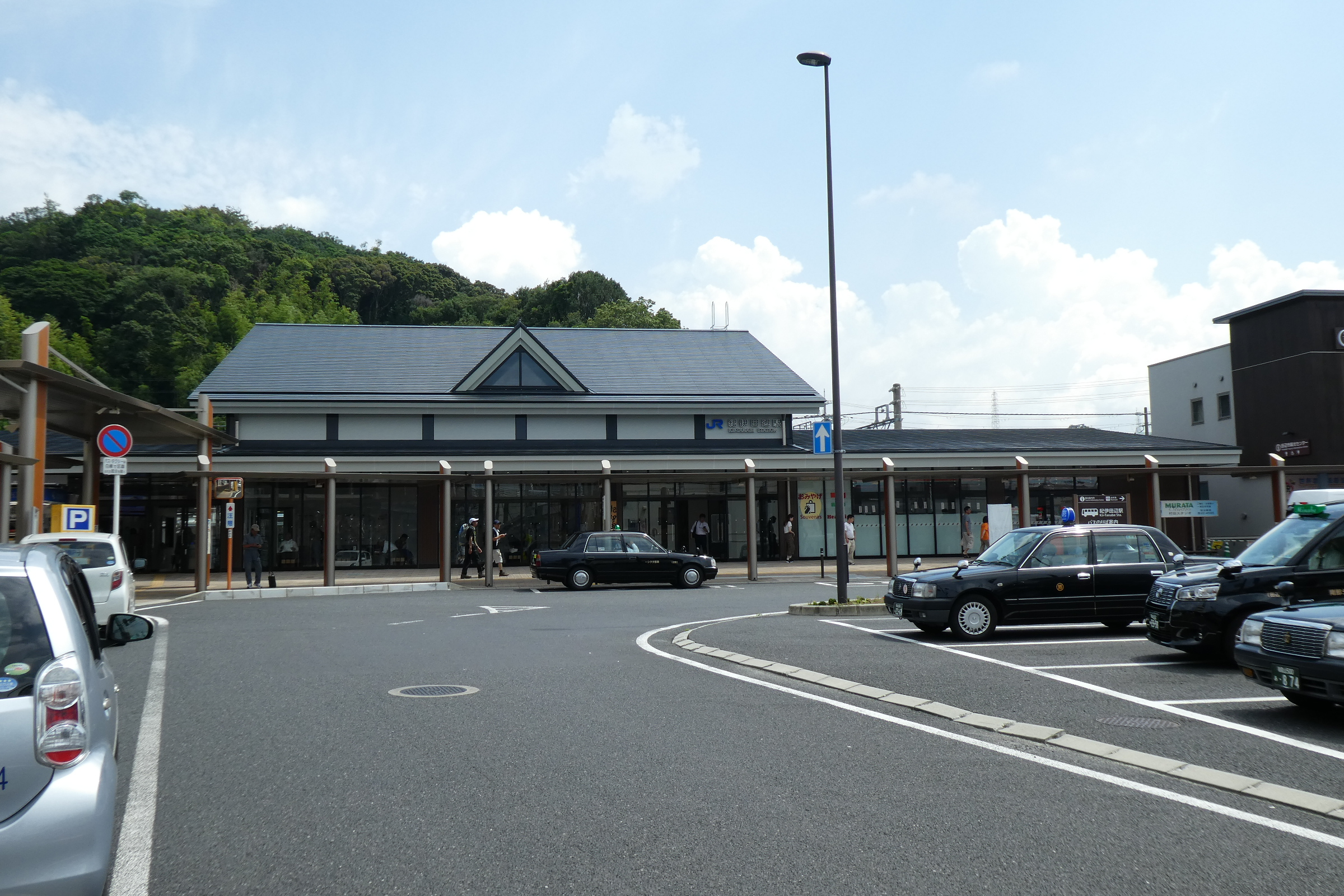
紀伊田辺駅

- 中心駅：紀伊田辺駅

紀伊田辺駅には特急くろしおを含めてすべての列車が停車する。芳養駅と紀伊新庄駅には普通列車のみ停車する。芳養駅には1時間に1本、紀伊新庄駅には3時間に1本ほどの割合で列車が停車する。
- 和歌山駅まで1時間20分、新大阪駅まで2時間20分（くろしお）
- 西日本旅客鉄道 紀勢本線
  - （上富田町） - 紀伊新庄駅 - 紀伊田辺駅 - 芳養駅 - （みなべ町）

### 路線バス
- 明光バス
  - 白浜駅前、白良浜方面
  - 快速熊野古道号 本宮大社前、新宮駅方面
- 龍神自動車
  - 熊野本宮線 本宮大社前、発心門王子方面
  - 龍神線 龍神行政局、龍神温泉方面
  - 上芳養線 上芳養診療所方面
  - みなべ線 南部駅方面
  - 長野線 伏菟野方面
  - 市内線 紀南病院方面
- 田辺市住民バス

### 高速バス
- 白浜エクスプレス大阪号（白浜大阪線） りんくうタウン駅 - 湊町バスターミナル（OCAT）- 大阪駅JR高速バスターミナル - USJ
  - 運行会社は明光バスと西日本JRバス
- ホワイトビーチシャトル号　YCAT（横浜駅東口）- バスタ新宿 - 池袋駅東口 - 大宮駅西口 - 大宮営業所
  - 運行会社は明光バスと西武観光バス

### 道路
高速自動車国道
- 阪和自動車道
  - 南紀田辺IC：2007年11月11日開通。
- 紀勢自動車道
  - すさみ南IC（同県西牟婁郡すさみ町まで）：2015年8月30日開通。

国道
- 国道42号（田辺バイパス、田辺西バイパスを含む）
- 国道168号
- 国道311号
- 国道371号（高野龍神スカイラインを含む）
- 国道424号
- 国道425号

主要地方道
- 和歌山県道19号美里龍神線
- 和歌山県道29号田辺龍神線
- 和歌山県道30号田辺印南線
- 和歌山県道31号田辺白浜線

- 和歌山県道32号紀伊田辺停車場線
- 和歌山県道33号南紀白浜空港線
- 和歌山県道35号上富田南部線

一般県道
- 和歌山県道198号龍神中辺路線
- 和歌山県道199号芳養清川線
- 和歌山県道200号中芳養南部線
- 和歌山県道205号上野岩田線
- 和歌山県道207号上万呂北新町線
- 和歌山県道208号秋津川田辺線

- 和歌山県道209号長野上秋津線
- 和歌山県道210号田辺港線
- 和歌山県道211号文里港線
- 和歌山県道216号温川田辺線
- 和歌山県道218号平瀬上三栖線
- 和歌山県道735号龍神十津川線

## 通信
- 田辺市の市外局番の大部分は0739であるが（田辺MA）、本宮町は0735（新宮MA）である。0739は、白浜町、上富田町、すさみ町、みなべ町も使用。

### 最寄空港
- 南紀白浜空港

田辺市内中心部からは車で約25分である。空港自体は隣接する西牟婁郡白浜町内にある。日本航空の定期便が毎日3往復、東京国際空港（羽田）との間を約1時間で結んでいる。2,000m滑走路をもつ。また、JR紀伊田辺駅前などから空港リムジンバスではないものの、明光バスが運行する路線バスが飛行機に接続するかたちで走っている。

## 名所・旧跡・観光スポット

### 自然景勝地
- 奇絶峡（きぜっきょう）

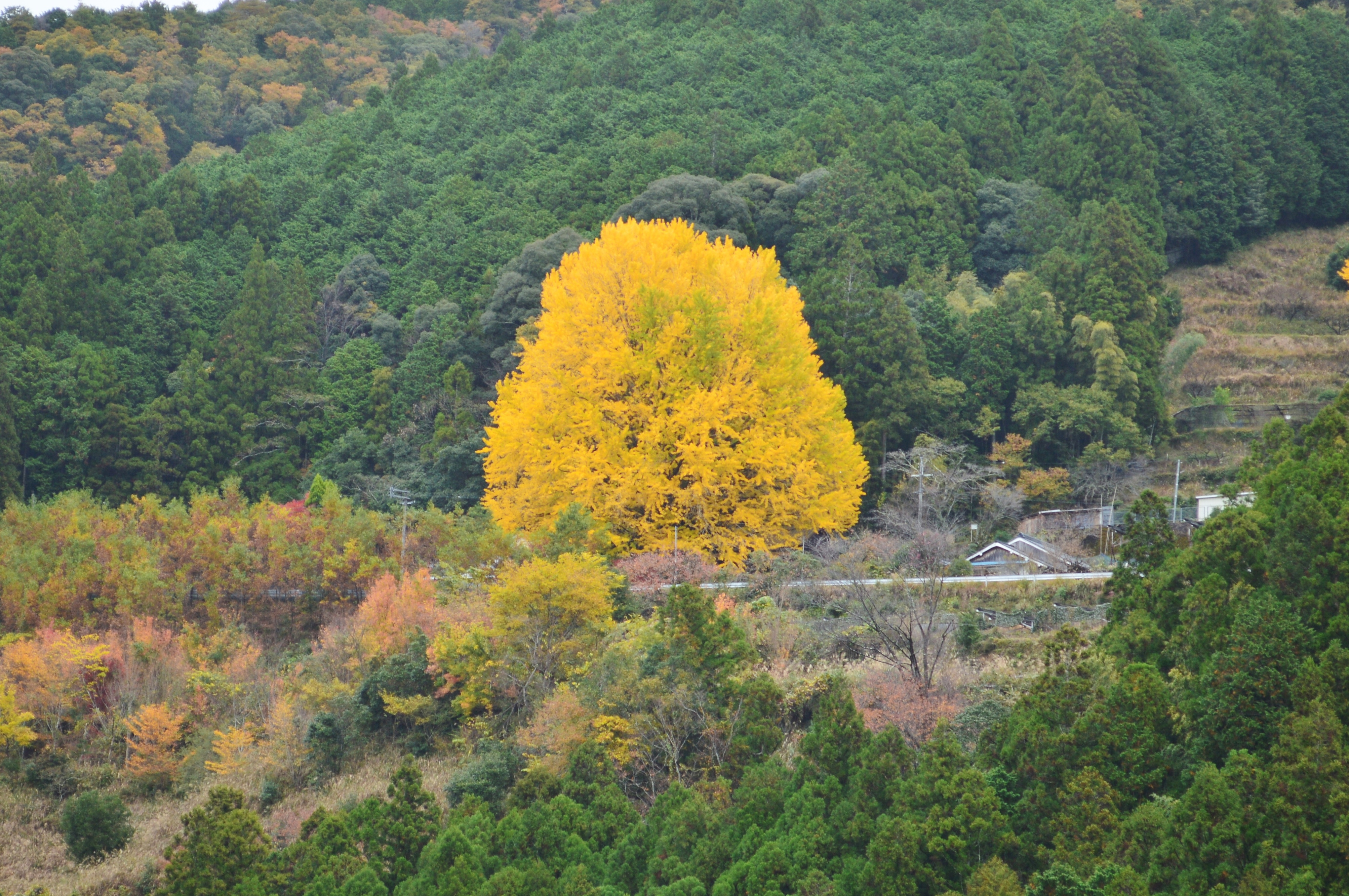
福定の大銀杏

- 天神崎 - 日本で最初のナショナルトラスト運動の地の一つ。
- ひき岩群
- 護摩壇山
- ユノミネシダ自生地
- 大塔青少年旅行村
- 福定の大銀杏

### 熊野信仰
- 熊野本宮大社
- 熊野古道（熊野参詣道）
  - 中辺路
  - 小辺路
  - 伊勢路
  - 大辺路
- 九十九王子
  - 田辺市内
  - 中辺路町
  - 本宮町
- 大峯奥駈道 - 備崎経塚を含む
- 闘鶏神社

### 寺院・神社・史跡
- 高山寺
- 海蔵寺
- 蟻通神社
- 錦水城跡（田辺城）
- 天誅倉
- 鶴ヶ城 (紀伊国)
- 文里港と引揚者記念碑

紀伊新庄駅近くは田辺湾として天然の港となっていて、1927年の埠頭の整備後は紀州航路の寄港地として田辺市の海の玄関口であった。第二次世界大戦中は海軍管理下で、戦後は南方からの引揚げ港として指定され、中国・台湾・マレーシア・パプアニューギニアなどから22万人がここへ引揚げ、「海外引揚者上陸記念碑」が1986年に神島高校付近に設立された。文里港は1947年の南海地震により完全に破壊されたが、徐々に様々な資材運搬用の港として整備されてきている。
- 秋津川の廻り地蔵 - 市指定無形民俗文化財[18]

### 文化施設
- 田辺市文化交流センター「たなべる」
  - 田辺市立図書館
  - 田辺市立歴史民俗資料館
- 田辺市観光センター
- 田辺市街なかポケットパーク[19]
- 世界遺産熊野本宮館
  - 和歌山県世界遺産センター
- 新庄総合公園

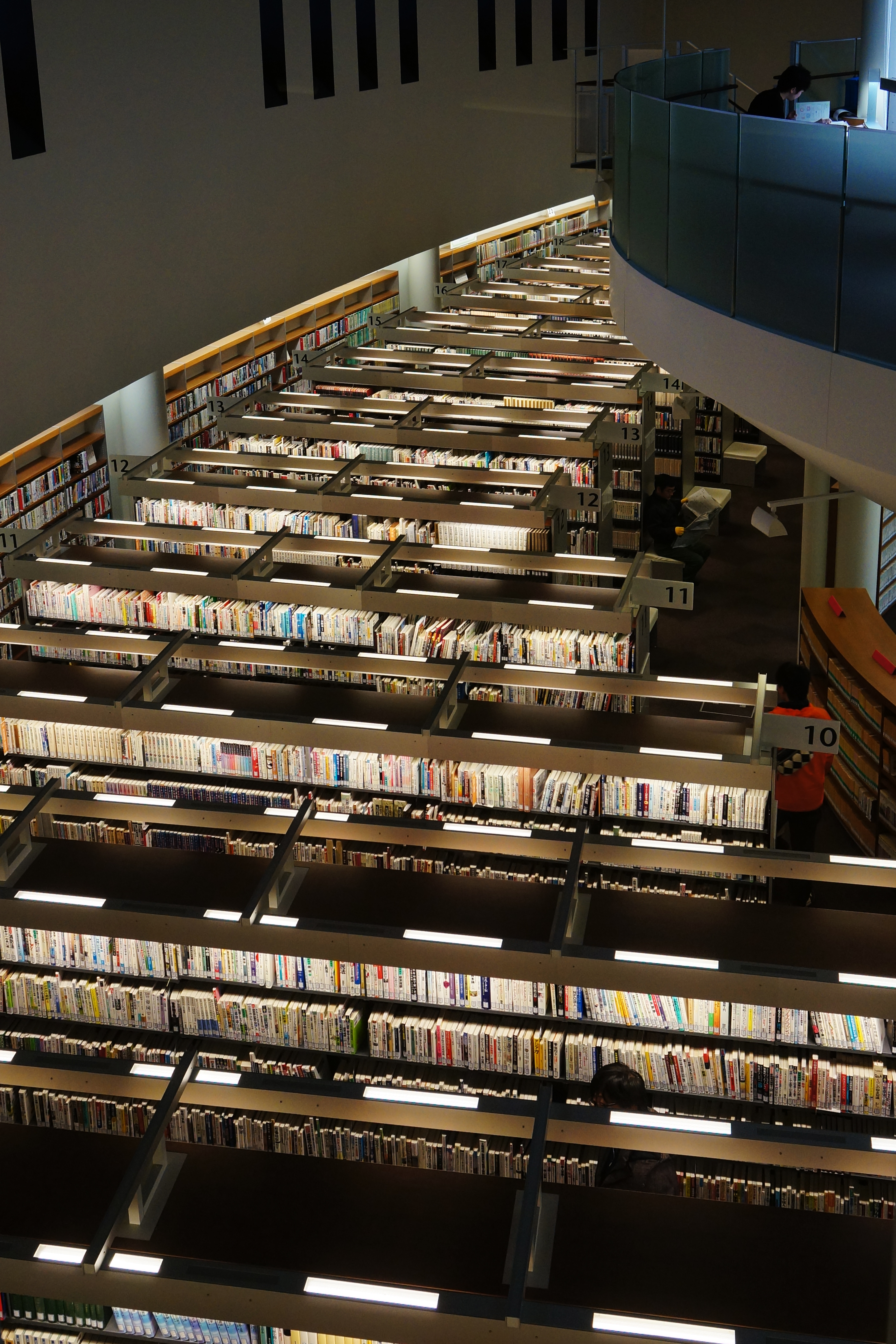
和歌山県立情報交流センターBig・U・和歌山県立紀南図書館

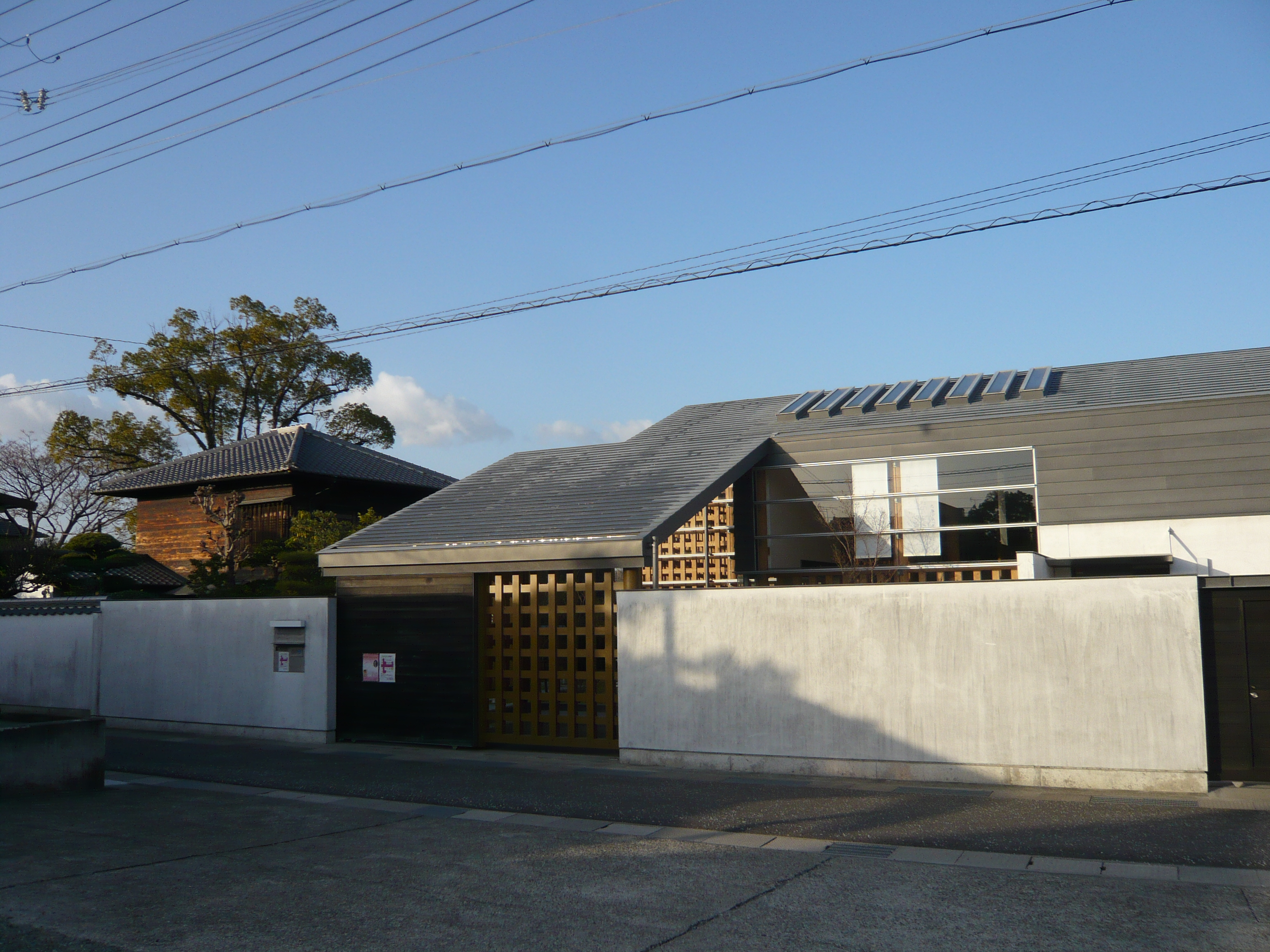
南方熊楠顕彰館と熊楠旧邸

  - ミューズパーク・たなべ - 4500名収容の野外音楽堂
  - 田辺市立美術館
- 和歌山県立情報交流センターBig・U
  - 和歌山県立紀南図書館
- 熊野古道なかへち美術館
- 南方熊楠旧邸（南方熊楠顕彰館）
- 紀南文化会館
- ひき岩群ふるさと自然公園センター

### 温泉

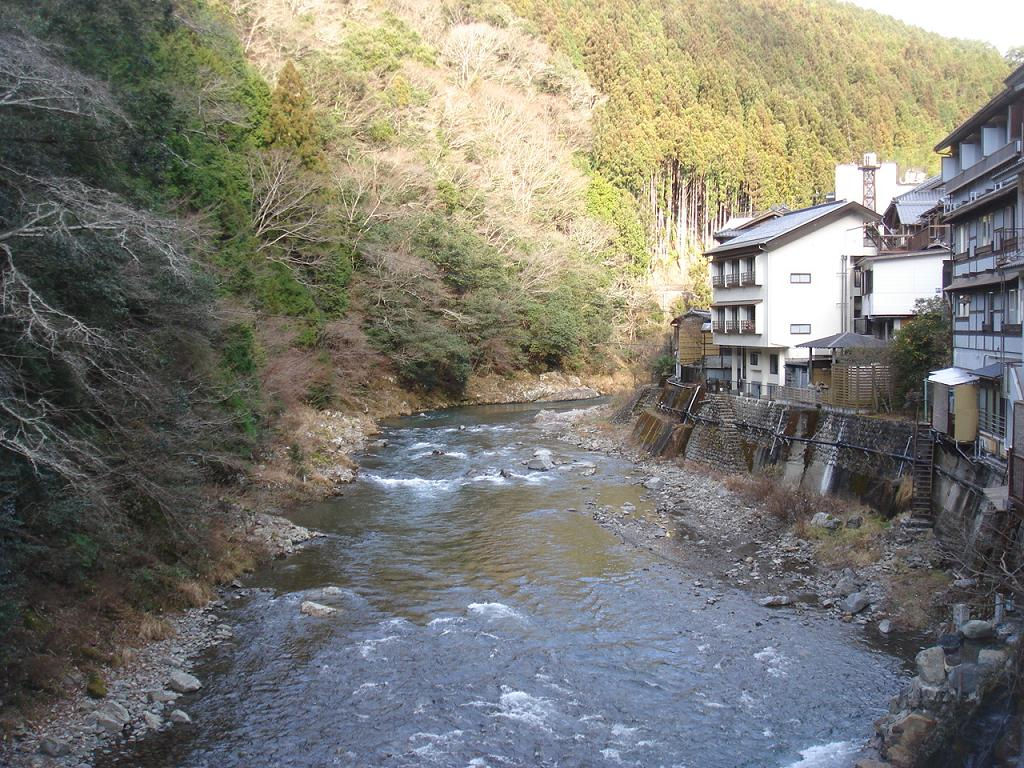
龍神温泉
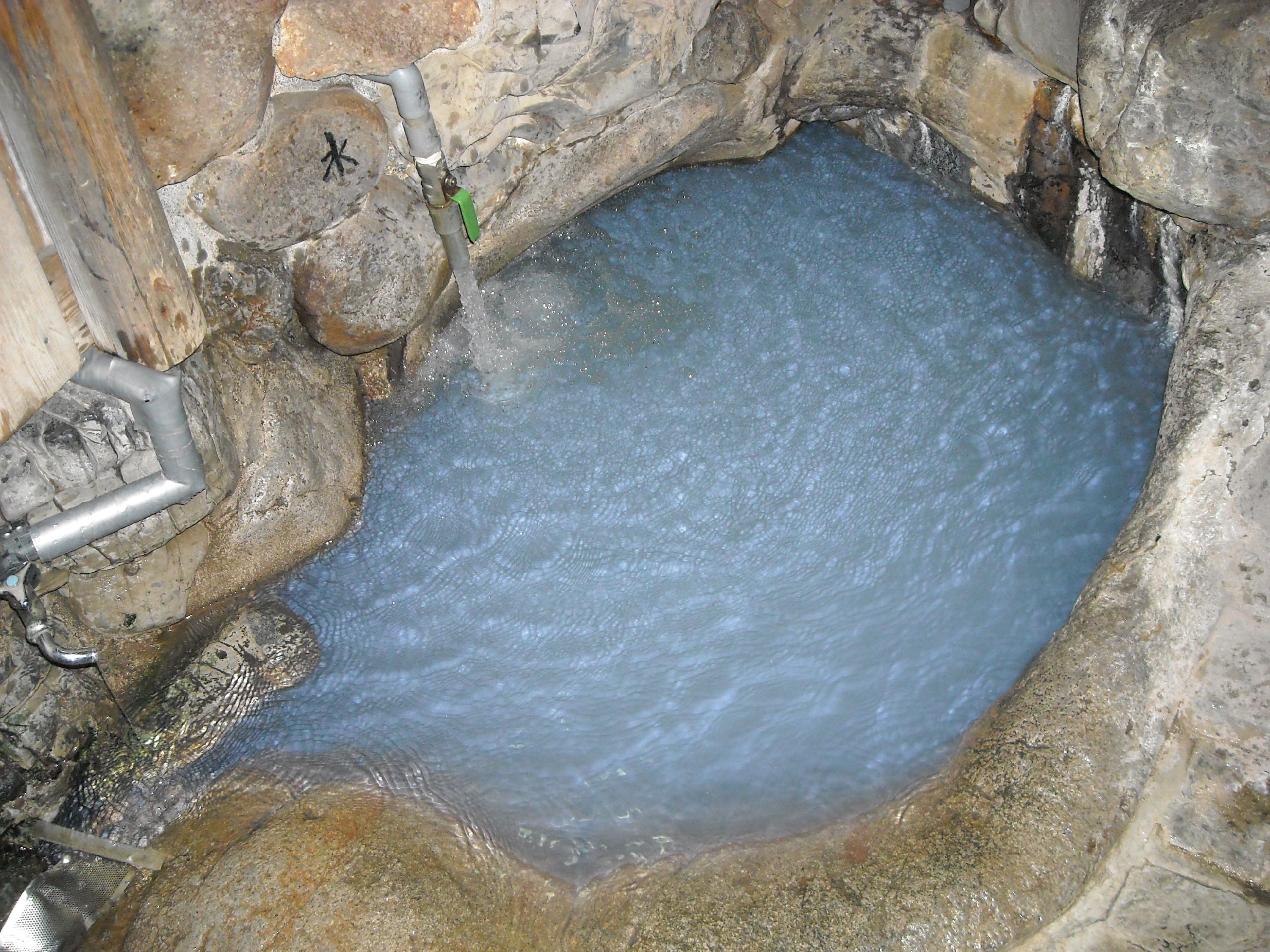
湯の峰温泉
- 川湯温泉
- 渡瀬温泉
- 奥熊野温泉
- 上小野温泉

- 龍神温泉
- 湯の峰温泉つぼ湯

### 郷土料理
- ぼうり - 旧大塔村

## 祭事

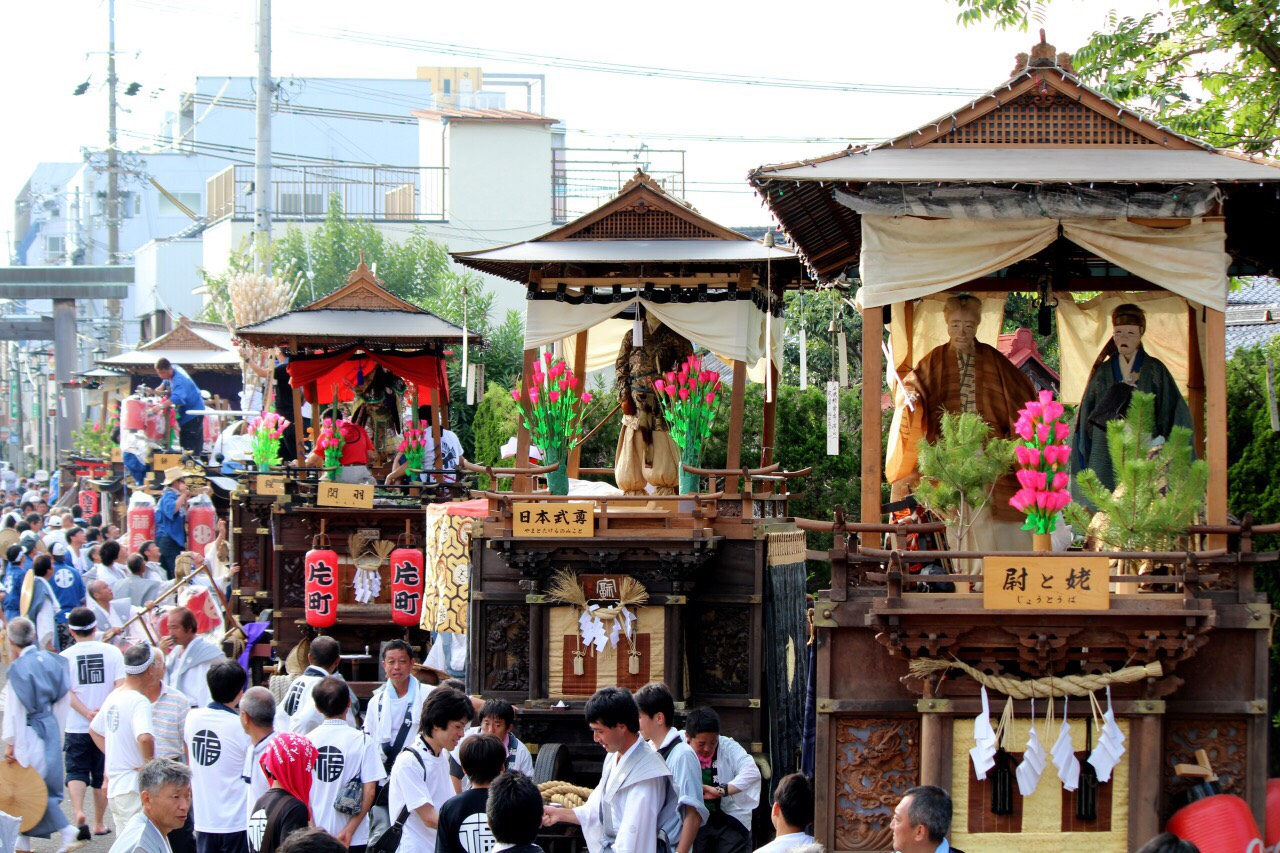
田辺祭（鬪鷄神社参道での引き揃え）

- 熊野本宮大社例大祭（4月13日 - 4月15日）
- 春の大祭（高山寺）（4月20日）
- 七夕まつり（田辺市銀座商店街振興組合）（7月7日）
- 夏のお大師さん（高山寺）（7月15日）
- 田辺祭（鬪雞神社）（7月24日 - 7月25日）
- ヤーヤーまつり（田辺市商店街振興組合連合会）（8月8日）
- 湊祭（蟻通神社）（10月17日 - 11月1日）
- 弁慶まつり（鬪雞神社：舞台劇）（扇ヶ浜：よさこい）（10月上旬）

## PR
- イメージキャラクター「たなべぇ」[20]
- ご当地グルメとしてあがら丼などが考案されている。
- 1999年（平成11年）に聖飢魔IIが「日本全国ふるさと総世紀末計画」と銘打って当時の市民とCM出演した（各都道府県から1社or1団体のみというルールだった）[21]。

## 田辺市がロケ地として使われた作品
- 大誘拐 RAINBOW KIDS（1991年）
- ほんまもん（2001年 - 2002年）
- 海と夕陽と彼女の涙 ストロベリーフィールズ（2006年）
- 幸福のスイッチ（2006年）

## 著名な出身者・関係者
地元では武蔵坊弁慶・植芝盛平・南方熊楠を「田辺の三奇人」と呼んでいる。このうち南方熊楠は和歌山市出身だが後半生を田辺で過ごしており、生誕150年となる2017年にその功績をたたえて田辺市名誉市民の称号が贈られることとなった。

### 歴史上の人物・政治家・実業家
- 武蔵坊弁慶（武士）
- 片山哲（第46代内閣総理大臣）
- 福田良之（実業家、海外通信・放送・郵便事業支援機構初代社長）
- 島田賢一（チッソ社長）
- 山本茂 (実業家・政治家)（鹿児島県の政治家、実業家・株式会社山本商会の創業者）
- 山本勝市（経済学者、衆議院議員）

### 学者
- 南方熊楠（生物学者）
- 脇村義太郎（経済学者、日本学士院長）
- 小川琢治（地質学者、京都帝国大学教授）
- 鳥山啓（博物学者）
- 喜多野清一（社会学者）
- 那須宗一（社会学者）
- 寄本勝美（行政学者・環境政策学者）
- 香川綾（医師・栄養学研究者・女子栄養大学創立者）

### 官僚・行政官
- 真砂靖 - 元・財務省 財務事務次官（2012年8月から2013年6月）
- 堺徹 - 東京高検検事長（2020年7月14日から現職）

### 文化人
- 植芝盛平（武道家、合気道の創始者）
- 稗田一穂（日本画家）
- 武壮隆志（写真家）
- たなかじゅん（漫画家）
- 壇上春清（童謡詩人）
- 西川彩織（ドラマー・作曲家）
- イーデス・ハンソン（随筆家、田辺市中辺路町在住者）

### スポーツ
- 高川格（囲碁棋士）
- 早田卓次（体操選手、東京オリンピック金メダリスト）
- 植田幸弘（元プロ野球選手）
- 田中光（元体操選手）
- 濱中治（元プロ野球選手）
- 西岡良洋（元プロ野球選手）
- 上田次朗（元プロ野球選手）
- 市場孝之（元プロ野球選手）
- 岩本尭（元プロ野球選手）
- 工藤孝太（プロサッカー選手）

### 報道・芸能
- 中瀬ゆかり（編集者、テレビコメンテーター）
- 楠淳生（ABC朝日放送アナウンサー）
- 小西博之（俳優）
- 岩本多代（女優）
- 桂三歩（落語家）
- 南方英二（お笑いタレント、チャンバラトリオ）
- 天童よしみ（歌手）
- 北公次（元歌手、フォーリーブス）